# Neotherevella
Neotherevella (лат.) — род двукрылых семейства лжектырей.

## Описание
Небольшие и среднего размера мухи, тело которых покрыто густыми стоячим волосками. Длина головы почти равна высоте. Глаза разделены лбом как у самок, так и у самцов. Лоб плоский в сером опушении обычно у самок (редко у самцов) с парой крупных пятен из чёрных волосков. Внутренние края глаз самок почти параллельны. Первый членик усиков короче, чем у близких родов, но менее чем в 3 раза больше длины второго членика. Скуловые щетинки отсутствуют. Щёки округлые. Крылья матово-белые с коричневыми пятнами. Бочки груди в серебристом опушении, смешанным с отстоящими, нитевидными и ланцетными щетинками. Среднеспинка покрыта белыми ланцетными и нитевидными прижатыми щетинками, часто различной длины. Брюшко относительно короткое или удлиненное, слегка суженное.

## Биология
Встречаются в дюнных экосистемах с низкотравной растительностью.

## Классификация
Род был описан Лейфом Линеборгом в 1978 году. В качестве типового вида был обозначен Thereva citrina Becker, 1902, который в дальнейшем был сведен в синонимы Neotherevella macularis (Wiedemann, 1828). На 2023 год род Neotherevella включает пять видов.
- Neotherevella arenaria (Lyneborg, 1976)
- Neotherevella kozlovi  (Zaitzev, 1971)
- Neotherevella londti Winterton, Irwin, Mortelmans, 2023
- Neotherevella macularis (Wiedemann, 1828)
- Neotherevella maroccanus Winterton, Irwin, Mortelmans, 2023

## Распространение
Встречается на юге Палеарктики, а также в отдельных районах юго-западной Африки.